# Бороешти (Олт)
Бороешти (рум. Boroești) насеље је у Румунији у округу Олт у општини Барашти. Oпштина се налази на надморској висини од 281 m.

## Становништво
Према подацима из 2002. године у насељу је живело 98 становника, од којих су сви румунске националности.